# Mekar Rejo
Mekar Rejo is een bestuurslaag in het regentschap Simalungun van de provincie Noord-Sumatra, Indonesië. Mekar Rejo telt 980 inwoners (volkstelling 2010).